# Oco (kommun)
Oco är en kommun i Spanien.   Den ligger i provinsen Provincia de Navarra och regionen Navarra, i den nordöstra delen av landet, 280 km nordost om huvudstaden Madrid. Arean är 3,4 kvadratkilometer. Oco gränsar till Abáigar.
Terrängen i Oco är platt.